# 1446
1446 (MCDXLVI) var ett normalår som började en lördag i den julianska kalendern.

## Händelser

### Juni
- 21 juni – Lidköping får stadsprivilegier.[1]

### Augusti
- Augusti – Kristofer av Bayern företar ett resultatlöst krigståg mot Gotland för att få slut på Erik av Pommerns sjöröveri.
- 24 augusti – Stillestånd på ett år sluts mellan Kristofer och Erik i Västergarn på Gotland.

### Okänt datum
- Gävle stads stadsprivilegium bekräftas av kung Kristofer.

## Födda
- Birgitta Karlsdotter (Bonde), prinsessa av Sverige.
- Margareta av York, hertiginna av Burgund.

## Avlidna
- 15 april – Filippo Brunelleschi, italiensk arkitekt under ungrenässansen.
- 28 december – Clemens VIII, född Gil Sanchez Muñoz y Carbón, motpåve 1423–1429.

### Fotnoter
1. ↑  Nordisk familjebok 1912 - Lidköping (läst 3 april 2011)